# Ricardo Semler
Ricardo Semler (nacido en 1959) es el director ejecutivo y propietario mayoritario de Semco Partners, una empresa brasileña mejor conocida por su forma radical de democracia industrial, autogestión empresarial y reingeniería corporativa. Bajo su propiedad, los ingresos aumentaron de 4 millones de dólares estadounidenses en 1982 a 212 millones de dólares estadounidenses en 2003 y sus políticas de gestión empresarial han atraído un amplio interés en todo el mundo. Time lo incluyó en su serie de perfiles de líderes jóvenes Global 100 publicada en 1994, mientras que el Foro Económico Mundial también lo nominó. The Wall Street Journal América Economía, la revista latinoamericana de The Wall Street Journal, lo nombró empresario latinoamericano del año en 1990 y fue nombrado empresario brasileño en los años 1990 y 1992. Virando a Própria Mesa ("Turning Your Own Table"), su primer libro, se convirtió en el libro de no ficción más vendido en la historia de Brasil. Desde entonces ha escrito dos libros en inglés sobre la transformación de Semco y la reingeniería del lugar de trabajo: Maverick, una versión en inglés de "Turning Your Own Table" publicada en 1993 y un éxito de ventas internacional, y The Seven-Day Weekend en 2003.
Semler entró a trabajar para la empresa de su padre, originalmente llamada Semler & Company, entonces proveedora de mezcladores y agitadores en São Paulo. Semler chocó con su padre, Antonio Semler, quien apoyaba un estilo de gestión autocrático tradicional, mientras que el joven Semler favorecía un estilo descentralizado y participativo. Además, Ricardo favorecía la diversificación lejos de la industria de la construcción naval en dificultades, a la que se oponía su padre.
Después de acalorados enfrentamientos, el hijo amenazó con dejar la empresa. En lugar de ver que esto sucediera, Antonio Semler renunció como director general y otorgó la propiedad mayoritaria a su hijo en 1980, cuando Ricardo tenía 21 años. En su primer día como director general, Ricardo Semler despidió al sesenta por ciento de todos los altos directivos. Comenzó a trabajar en un programa de diversificación para rescatar a la empresa. Semler experimentó problemas de salud que culminaron con un desmayo en una fábrica de bombas (Baldwinsville, Nueva York) cuando tenía 25 años. Tras ver a un médico en la Clínica Lahey (Boston), le diagnosticaron un caso avanzado de estrés. Esto lo inspiró a desear un mayor equilibrio entre el trabajo y la vida personal para él y sus empleados.
Los intentos de introducir una estructura organizativa matricial en 1986 no lograron las mejoras deseadas.
A fines de la década de 1980, tres ingenieros de Semco propusieron establecer un Núcleo de Innovación Tecnológica (NTI) para desarrollar nuevos negocios y líneas de productos que Semler respaldó. Al final de los primeros seis meses, NTI había identificado 18 oportunidades de este tipo. Tras el éxito de esta iniciativa, se alentaron las unidades satélite en todo Semco. A fines de la década de 1980, estas unidades satélite representaban dos tercios de sus nuevos productos y dos tercios de sus empleados.
Una evaluación de la filosofía empresarial de Semler a través del análisis fenomenológico (dentro del cambio radical del estilo de gestión de Semco), llevó a Bombała a concluir que era un "... excelente ejemplo de buen liderazgo". Eleanor Glor señala que los únicos relatos sobre el cambio en el estilo de gestión provienen del propio Ricardo Semler, y no de los trabajadores afectados.
Después de las drásticas restricciones a la liquidez instituidas por el presidente brasileño Fernando Collor de Mello para combatir la hiperinflación en 1990, la economía brasileña entró en una severa recesión, lo que obligó a muchas empresas a declararse en quiebra. Los trabajadores de Semco acordaron recortes salariales, siempre que su participación en las ganancias se incrementara al 39 %, los salarios de la gerencia se recortaran en un 40 % y los empleados tuvieran el derecho de aprobar todos los gastos.
Desempeñar múltiples roles durante la crisis les dio a los trabajadores un mayor conocimiento de las operaciones y más sugerencias sobre cómo mejorar el negocio. Las reformas implementadas durante ese tiempo llevaron a una reducción del 65% en los inventarios, una marcada reducción en los tiempos de entrega de productos y una tasa de defectos de productos que cayó a menos del 1%. A medida que mejoró el clima empresarial, los ingresos y la rentabilidad de Semco mejoraron drásticamente.
Para el año 2003, Semco tuvo ingresos anuales de $ 212 millones de USD, frente a $ 4 millones de USD en 1982 y $ 35 millones de USD en 1994, con una tasa de crecimiento anual de hasta el 40 por ciento al año. Empleaba a 3.000 trabajadores en 2003, frente a 90 en 1982. Las unidades de la empresa incluyen:
- La unidad de maquinaria industrial, que ahora fabrica equipos mezcladores en lugar de bombas.
- Sembobac, una asociación con Baltimore Air Cooler que fabrica torres de enfriamiento
- Cushman and Wakefield Semco, una asociación con la empresa inmobiliaria de Rockefeller Cushman and Wakefield que gestiona propiedades en Brasil y América Latina
- Semco Johnson Controls, una asociación con Johnson Controls, que administra instalaciones a gran escala, como aeropuertos y hospitales.
- ERM, una asociación con Environmental Resources Management, una de las principales consultoras ambientales del mundo
- Semco Ventures, ofreciendo alta tecnología y servicios de Internet
- SemcoHR, una empresa de gestión de recursos humanos
- Semco-RGIS, una empresa de control de inventario

A medida que Semco creció, a Ricardo Semler le otorgaron un gran reconocimiento. Fue premiado como empresario brasileño del año en 1990 y en 1992, y el Foro Económico Mundial lo nombró como uno de los Líderes Globales del Mañana. Un comité de alto perfil de la revista CIO que incluye a Tom Peters, Jim Champy y Michael Hammer seleccionó a Semco como una de las empresas con reingeniería de mayor éxito en el mundo. La BBC incluyó a Semco en su serie sobre Reingeniería del negocio por crear una de las estructuras de gestión empresarial más exitosas.

## Otras actividades
Semler ha reducido su participación en Semco en la última década para dedicarse a otras actividades. Escribió un libro Maverick sobre su experiencia en Semco, que se convirtió en un éxito de ventas mundial en 1993.
Su segundo libro, The Seven-Day Weekend: Changing the Way Work Works, se publicó en el año 2003.
Ha aparecido en medios de todo el mundo y habla de forma regular en escuelas de negocios, empresas y grupos para promover su filosofía de democracia industrial y autogestión. También ha sido profesor invitado en la Escuela de Negocios de Harvard.
Semler fue Vicepresidente de la Federación de Industrias de Brasil y miembro de la organización SOS Mata Atlántica, la principal organización de defensa ambiental de Brasil. Fundó The Ralston-Semler Foundation y las escuelas Lumiar School, una escuela democrática y centrada en los estudiantes donde los niños de 0 a 14 años aprenden basado en proyectos de su interés . Hay tres escuelas de este tipo: una en la ciudad de São Paulo y dos en las cercanías de Campos do Jordão, en el estado de São Paulo, en el 2023 comenzaron en Iraq y siguen con interés de apoyar en abrir más.

### Instituciones de los principios de Semler
A fines de 2016, Semler participó en la fundación de otros emprendimientos que pretenden enseñar a otros emprendedores y empresarios cómo implementar una gestión centrada en las personas en sus empresas, llamado Semco Style Institute, donde se forman personas para encontrar la forma correcta de aplicar los principios de Semler.
- 1993. ¡Disidente! La historia de éxito detrás del lugar de trabajo más inusual del mundo
- 2003. El fin de semana de siete días : cambiar la forma en que funciona el trabajo